# Yeditepe Eagles 2019
Questa voce raccoglie le informazioni riguardanti gli Yeditepe Eagles nelle competizioni ufficiali della stagione 2019.

## 2. Lig 2019

### Stagione regolare
| 20 aprile 2019 | Yeditepe Eagles | 41 – 0 | Ulucak Spor |  |

| Kocaeli 4 maggio 2019, ore 14:00 | Kocaeli Sharks | 0 – 56 | Yeditepe Eagles | Kocaeli Üniversitesi Sahası |

| 18-19 maggio 2019 | Yeditepe Eagles | 61 – 6 | Bandırma Jets |  |

| Istanbul 2 giugno 2019, ore 12:00 | Yeditepe Eagles | 78 – 0 | Ege Dolphins | Marmara BESYO Sahası |

### Playoff
| 29 giugno 2019 | Yeditepe Eagles | 56 – 6 | Kocatepe Victory Walkers |  |

| 7 luglio 2019 | Yeditepe Eagles | 19 – 16 | Hacettepe Red Deers |  |

## Statistiche di squadra
| Competizione      | %Vittorie | In casa | In casa | In casa | In casa | In casa | In casa | In trasferta | In trasferta | In trasferta | In trasferta | In trasferta | In trasferta | Totale | Totale | Totale | Totale | Totale | Totale |
| Competizione      | %Vittorie | G       | V       | N       | P       | Pf      | Ps      | G            | V            | N            | P            | Pf           | Ps           | G      | V      | N      | P      | Pf     | Ps     |
| ----------------- | --------- | ------- | ------- | ------- | ------- | ------- | ------- | ------------ | ------------ | ------------ | ------------ | ------------ | ------------ | ------ | ------ | ------ | ------ | ------ | ------ |
| Stagione regolare | 1.000     | 3       | 3       | 0       | 0       | 180     | 6       | 1            | 1            | 0            | 0            | 56           | 0            | 4      | 4      | 0      | 0      | 236    | 6      |
| Playoff           | 1.000     | 2       | 2       | 0       | 0       | 75      | 22      | 0            | 0            | 0            | 1            | 0            | 0            | 2      | 2      | 0      | 0      | 75     | 22     |
| Totale            | 1.000     | 5       | 5       | 0       | 0       | 255     | 28      | 1            | 1            | 0            | 0            | 56           | 0            | 6      | 6      | 0      | 0      | 311    | 28     |